# Servir y proteger
Servir y proteger — primerament el seu nom anava a ser Kabul: Servir y proteger — és una sèrie de televisió espanyola produïda per Televisió Espanyola i Plano a Plano. La sèrie, ambientada en el Madrid actual, és protagonitzada per Luisa Martín, Andrea del Río, Juanjo Artero, Juanjo Ballesta, Roberto Álvarez, Elisa Mouliaá, Fernando Guillén Cuervo, Eduardo Velasco, Miguel Hermoso. Es va estrenar en la tarda del dilluns 24 d'abril de 2017, i s'emetia de dilluns a divendres a La 1.
A la fi del 2017 la sèrie va renovar per una segona temporada de 200 capítols on personatges de la primera temporada estarien presents, però se sumarien actors i actrius com Adrià Collado, Jimmy Barnatán, Javier Abad, Celia Freijeiro, entre d'altres. Va emetre el seu últim episodi el 16 de gener del 2023.

## Història
Després d'anunciar-se que Seis hermanas acabaria les seves emissions a l'abril de 2017 RTVE va engegar la producció d'una nova sèrie que tractaria sobre el dia a dia d'una comissaria de barri. Al gener de 2017 es coneixien els primers fitxatges de Juan José Ballesta, Fernando Guillén Cuervo, Miguel Hermoso, Denisse Peña i Nausicaa Bonnín. Més tard es van anunciar les incorporacions d'Andrea del Río, Luisa Martín, Nicolás Coronado, Pepa Aniorte, Juanjo Artero, Roberto Álvarez i la resta del repartiment.
Durant les emissions de la primera temporada s'anaven coneixent les participacions especials d'actors com Paco Marín, Bernabé Fernández, Fran Nortes, Lisi Linder o Elena Rivera.
Després de l'emissió del capítol 100, es va anunciar que la sèrie havia renovat per una segona temporada de 200 capítols en la qual es comptaria amb nous personatges i que uns altres de la primera temporada desapareixien de les trames de la sèrie, les emissions de la primera temporada es perllongaran fins a febrer de 2018.
Durant la primera temporada es van sofrir varies baixes temporals com les de Pepa Aniorte, Miguel Ortiz, Sandra Martín, Aníbal Soto o Susana Bequer.
El 14 de novembre de 2017 es va emetre l'últim capítol de Nausicaa Bonnín en la sèrie després de la mort del seu personatge, ja que l'actriu havia d'afrontar altres compromisos professionals.
A la fi de novembre de 2017 van abandonar la sèrie Miguel Ortiz i Sandra Martín que havien interpretat a Max i Paty, respectivament, des dels primers capítols de la sèrie, es desconeix si tornessin a les trames de la sèrie en un futur. Dies més tard van saltar les alarmes davant una possible sortida del repartiment de l'actor Juan José Ballesta que interpreta al Rober Batista al final de la primera temporada.
El 23 de novembre de 2017 s'anuncia que l'actriu i humorista Llum Barrera s'incorpora a les trames de la sèrie amb un personatge de llarg recorregut. Més tard es va confirmar que el seu personatge seria Felisa Vega, la mare del Rober (Juan José Ballesta) i del Jairo (Emilio Palacios).
El 21 de desembre de 2017 s'emet l'últim capítol de Nicolás Coronado en la sèrie després de finalitzar la trama del seu personatge Sergio Mayoral, donant per impossible una participació en la segona temporada de la sèrie.
El 5 de gener de 2018 s'anuncia que els actors Adrià Collado, Jimmy Barnatán, Celia Freijeiro, Alejandra Lorente i Ángel de Miguel s'incorporen a les trames de la sèrie a partir de la segona temporada.
L'11 de gener de 2018 s'anuncia la incorporació per a la segona temporada dels actors Javier Abad i Albert Baró.
El 19 de gener de 2018 Tirso Calero, creador de la sèrie, va anunciar que per a la segona temporada es produirien alguns retorns com el de Paty (Sandra Martín) i altres personatges que ja van participar en la primera temporada de la ficció.
El 7 de març de 2018 es confirma la participació de rostres populars de la televisió com Kira Miró, Juan Manuel Lara i Alejandro Albarrasí, i també d'Edurne, Marta Calvó, José Lamuño, Maru Valdivielso, Marta Belmonte, Pau Cólera, Tito Asorey, Samuel Viyuela i Alejandro Jato.
El 2019 s'incorporen Dani Muriel, Sergio Mur, Maria Molins, Cristina Abad, Patxi Freytez i Paula Prendes, i més tard Lara Martorell i Xavi Mira.
El 2020 s'incorporen Thaïs Blume, Luis Fernández, Cayetana Cabezas, Antonio Valero, Joan Negrié, Karina Kolokolchykova, Ana Fernández, Vania Villalón, Diego Klein, Luis Fernández, Felipe García Vélez, Jimmy Castro, Alfonso Lara, Lydia Bosch, Alejandro Tous, Chemi Moreno, Nya de la Rubia i Lucía Martín Abello.
El 2021 s'incorporen Armando del Río, Emmanuel Esparza, Pablo Puyol, Natalia Rodríguez, Ignacio Montes, Verónika Moral, Raquel Meroño, Fernando Soto i Elena Ballesteros.
El 2022 s'incorporen Miquel Garcia Borda, Esmeralda Moya, Marta Poveda, Fanny Gautier, Unax Ugalde, Candela Serrat, Guadalupe Lancho, Juan Díaz, Juan Carlos Vellido, Jorge Silvestre, Santi Marín, Belén López i Elisa Matilla.

## Argument
Ambientada en una comissaria de barri al sud de Madrid, que mostra el costat més humà de les persones que treballen per garantir la nostra seguretat. Els casos que investiguen els policies solen ser delictes menys greus, encara que tenen gran repercussió en les vides dels afectats: petits conflictes de caràcter social, amb els immigrants, desnonaments, o violència de gènere. Amb la comissaria com a escenari van desfilant, els personatges, els seus problemes, ansietats, esperances i alegries.

## Repartiment

### Primera temporada

#### Principal
- Luisa Martín – Claudia Miralles
- Andrea del Río – Alicia Ocaña Nieto / Alicia Quintero Nieto
- Juan José Ballesta – Roberto «Rober» Batista Vega
- Nicolás Coronado – Sergio Mayoral (1 - 162)
- Roberto Álvarez – Antonio Torres Morales
- Miguel Ortiz – Máximo «Max» Fernández (1 - 116; 144 - 147)
- Miguel Hermoso – Martín Díez Prieto
- Aníbal Soto – Marcelino Ocaña Sánchez
- Eduardo Velasco – Fernando Quintero Gómez
- Emilio Palacios – Jairo Batista Vega
- Elisa Mouliaá – Dolores «Lola» Ramos Jiménez
- Sandra Martín – Patricia «Paty» Fernández (1 - 147; 200)
- Nausicaa Bonnín – Laura Escalada López (1 - 137)
- Denisse Peña – Olga Torres Miralles (1 - 182)
- Silvia Sanabria – Ignacia «Nacha» Aguirre Rueda
- Mina El Hammani – Salima Ben Ahmed
- Mamen Camacho – Esperanza «Espe» Beltrán García
- Susana Bequer – Montserrat «Montse» Ibarra Goikoetxea

##### Amb la col·laboració especial de
- Fernando Guillén Cuervo com a Elías Guevara Martos
- Pepa Aniorte com a María López (1 - 78; 121 - 200)
- Juanjo Artero com a Comissari Emilio Bremón

#### Secundari
- Fernando Vaquero – Salvador «Salva» Jerez Ortega (Capítulo 1 – Capítulo 5; Capítulo 8 – Capítulo 9; Capítulo 15; Capítulo 35 – Capítulo 36; Capítulo 178 – Capítulo 184)
- Adrián Gordillo – «Fiti» (Capítulo 1; Capítulo 7; Capítulo 107 – Capítulo 109; Capítulo 111)
- Eugenio Barona – Eduardo Martínez Barrientos (Capítulo 1 – Capítulo 6; Capítulo 14 – Capítulo 18)
- Juan Caballero – Jorge Hernández (Capítulo 1 – Capítulo 5; Capítulo 8 – Capítulo 9; Capítulo 15; Capítulo 35 – Capítulo 36)
- Mari Carmen Sánchez – Remedios (Capítulo 1; Capítulo 3; Capítulo 6)
- Velilla Valbuena – Carmen Nieto Bustos (Capítulo 1; Capítulo 4; Capítulo 8; Capítulo 49; Capítulo 84)
- Emilia Uutinen – Sveta «Svetlana» Mcdanva (Capítulo 4 – Capítulo 5; Capítulo 9; Capítulo 11 – Capítulo 15; Capítulo 17; Capítulo 19))
- María José Alfonso – Josefina Muñoz (Capítulo 4 – Capítulo 5)
- Javier Lago – Juan González (Capítulo 6; Capítulo 13; Capítulo 24; Capítulo 26; Capítulo 28; Capítulo 43; Capítulo 48; Capítulo 51; Capítulo 53; Capítulo 55; Capítulo 68; Capítulo 86; Capítulo 91; Capítulo 103 – Capítulo 104; Capítulo 108; Capítulo 110; Capítulo 112; Capítulo 117; Capítulo 126 – Capítulo 127; Capítulo 133 – Capítulo 135; Capítulo 142; Capítulo 150 – Capítulo 152; Capítulo 154; Capítulo 156 – Capítulo 158; Capítulo 160; Capítulo 162; Capítulo 166 – Capítulo 169; Capítulo 184 - Capítulo 186; Capítulo 200)
- Kevin Medina – Diego Reverte (Capítulo 6 – Capítulo 7)
- Sebastien Morice – José María «Chema» Zarauz (Capítulo 6 – Capítulo 7)
- Grecia Castta – Pilar (Capítulo 10 – Capítulo 13; Capítulo 154 – Capítulo 158)
- Mariano Estudillo – Eugenio Oliver Ruiz (Capítulo 11 – Capítulo 16; Capítulo 18 – Capítulo 21; Capítulo 26 – Capítulo 31; Capítulo 33 – Capítulo 34; Capítulo 36; Capítulo 38; Capítulo 41 – Capítulo 51; Capítulo 54 – Capítulo 55; Capítulo 59 – Capítulo 60; Capítulo 62 – Capítulo 69; Capítulo 72; Capítulo 75 – Capítulo 81; Capítulo 85 – Capítulo 86; Capítulo 90 – Capítulo 94; Capítulo 96 – Capítulo 101; Capítulo 184 - Capítulo 185; Capítulo 188 - Capítulo 190; Capítulo 195 - Capítulo 200)
- Pablo Álvarez – «Cefe» (Capítulo 11 – Capítulo 12)
- Peter Nikolas – Sergei Tokarev Pepov (Capítulo 13; Capítulo 68; Capítulo 70 – Capítulo 73)
- Darío Paso – Carlos (Capítulo 18 – Capítulo 20)
- Javier Morgade – Damián Castro (Capítulo 21 – Capítulo 24)
- Ana Trinidad – Amalia (Capítulo 23 – Capítulo 26)
- Guillem Gefaell – Tobías (Capítulo 31 – Capítulo 33)
- Antonio Lence – Mario Vizcaíno (Capítulo 37)
- David Tenreiro – Crespo (Capítulo 37)
- Juan Antonio Molina – Ramón Carreño (Capítulo 39)
- Eduardo Antuña – Abraham (Capítulo 40 – Capítulo 43)
- Rafael Rojas – Álvaro Idiáquez (Capítulo 40 – Capítulo 42)
- Bernabé Fernández – Juan Abascal «El Violador de la Máscara» (Capítulo 44 – Capítulo 45; Capítulo 47; Capítulo 49 – Capítulo 61)
- Fran Nortes – Óscar Noguera (Capítulo 46 – Capítulo 49; Capítulo 51 – Capítulo 52; Capítulo 54 – Capítulo 59)
- Jorge Cabrera – Francisco Gutiérrez (Capítulo 46 – Capítulo 47)
- Luis Centeno – «Lupas» (Capítulo 46 – Capítulo 47; Capítulo 139 – Capítulo 141)
- Miguel Mota – Doctor Ernesto Alba Capítulo 56; Capítulo 58 – Capítulo 59; Capítulo 61)
- Rubén Carballés – Luis Vidal (Capítulo 56)
- Mireia Mambo – Bika (Capítulo 62 – Capítulo 66; Capítulo 157 – Capítulo 160)
- Joel Abadal – Bosco (Capítulo 63 – Capítulo 65)
- Eva Martín – Nuria (Capítulo 87 – Capítulo 71)
- Jon Bermúdez – Berto (Capítulo 88)
- Alejandro Pantany – Antonio «Toño» (Capítulo 70; Capítulo 72 – Capítulo 73)
- Manuel Tallafé – Manuel «Manolo» Sotillo Torrezno «El Algecireño» (Capítulo 73 – Capítulo 77; Capítulo 84 – Capítulo 86; Capítulo 88; Capítulo 92 – Capítulo 95; Capítulo 98)
- Esperanza de la Vega – Doctora (Capítulo 79; Capítulo 107)
- Roger Berruezo – Jacobo Alonso (Capítulo 81 – Capítulo 84)
- Natalia Tejero – Jenni (Capítulo 85)
- Lisi Linder – Sofiya Volkova (Capítulo 86 – Capítulo 87; Capítulo 89; Capítulo 91; Capítulo 95 – Capítulo 100)
- Mabel del Pozo – Teresa «Tere» Gil Maroto (Capítulo 88 – Capítulo 95)
- Silvia Casanova – Jacinta Muñoz (Capítulo 89)
- Pilar Bergés – Josefa «Pepi» Montilla (Capítulo 93 – Capítulo 94; Capítulo 96)
- Man Martínez – Rafael «Fali» Carrasco Sánchez (Capítulo 97 – Capítulo 98)
- Beatriz Argüello – Inmaculada «Inma» Nieto Bustos (Capítulo 99 – Capítulo 104)
- Álex de la Fuente – Rubén Jiménez «Verdugo 98» (Capítulo 104 – Capítulo 106)
- Candela Fernández – Soledad «Sole» López (Capítulo 107 – Capítulo 111)
- Khaled Kouka – Omar Munir (Capítulo 109 – Capítulo 111)
- Fran Morcillo – Francisco «Quico» (Capítulo 112 - Capítulo 120; Capítulo 122 - Capítulo 123; Capítulo 125 - Capítulo 129; Capítulo 131 - Capítulo 134; Capítulo 136 - Capítulo 144; Capítulo 146 - Capítulo 149; Capítulo 153 - Capítulo 158; Capítulo 162 - Capítulo 163; Capítulo 165 - Capítulo 174)
- Mar Regueras – Natalia Contreras (Capítulo 113 - Capítulo 115; Capítulo 150 - Capítulo 156)
- Adrián Pino – Miguel (Capítulo 118 - Capítulo 120)
- Juan Salcedo – Israel Guevara Carrillo (Capítulo 118 - Capítulo 123; Capítulo 162 - Capítulo 166)
- Enrique R. del Portal – Médico (Capítulo 122 - Capítulo 123)
- Harlys Becerra – Reynaldo «Reni» López (Capítulo 123 - Capítulo 130)
- Andrea Hermoso – Lorena Peláez (Capítulo 133 - Capítulo 136)
- Daniel Retuerta – Carlos Molinero (Capítulo 138 - Capítulo 139; Capítulo 142 - Capítulo 152)
- Miguel Navarrete – Eric Collado (Capítulo 138 - Capítulo 140; Capítulo 142 - Capítulo 144; Capítulo 146 - Capítulo 148)
- Carlos Manuel Díaz – Director General CNP (Capítulo 139)
- Óscar Lara – Nicolás «Nico» (Capítulo 149 - Capítulo 150)
- Jesús Calvo – Doctor Fuentes (Capítulo 152 - Capítulo 153)
- Sayago Ayuso – Rafael «Rafalín» Ugarte (Capítulo 154 - Capítulo 161)
- Mònica van Campen – Maite Vallejo (Capítulo 157 - Capítulo 161)
- Ricard Sales – Hugo Ferrer (Capítulo 157 - Capítulo 161)
- Tacuara Casares – Nadia (Capítulo 162 - Capítulo 163; Capítulo 166 - Capítulo 167; Capítulo 169 - Capítulo 170; Capítulo 172 - Capítulo 173; Capítulo 176 - Capítulo 178)
- David Tortosa – Felipe (Capítulo 163 - Capítulo 166)
- Diego Martínez – Karim Benalí (Capítulo 167 - Capítulo 170; Capítulo 172 - Capítulo 175; Capítulo 177 - Capítulo 187; Capítulo 189 - Capitulo 193; Capítulo 197 - Capítulo 198)
- Nicolás Gaude – Lucho (Capítulo 167 - Capítulo 171)
- Sebastián Haro – Pedro Batista (Capítulo 172 - Capítulo 174; Capítulo 176)
- Andrea Dueso – Estrella (Capítulo 173 - Capítulo 175)
- Jaime Valero – Tomás Soto Blanco «Tote» (Capítulo 179 - Capítulo 182)
- Vanessa Guerra – Amina Benalí (Capítulo 180 - Capítulo 182)
- Gustavo Rojo – Keko (Capítulo 183 - Capítulo 192)
- Óscar de la Fuente – Telmo García Pérez (Capítulo 184 - Capítulo 187)
- Jorge López-Tagle – Francisco «Paco» Guzmán (Capítulo 186 - Capítulo 187)
- Ricardo del Castillo – Andrés Somoza (Capítulo 189 - Capítulo 190; Capítulo 192 - Capítulo 196)
- Mónica Kowalska – Dana (Capítulo 190 - Capítulo 193)
- Álvaro Roig – Doctor Aniceto Ballester (Capítulo 191 - Capítulo 194)
- Filip Bulgary – Mirko Stefanic «Iván» (Capítulo 193 - Capítulo 194)
- Alberto Vázquez – Alfredo (Capítulo 195 - Capítulo 197)
- Georgina Latre – Lucy (Capítulo 199 - Capítulo 200)

##### Amb la col·laboració especial de
- Paco Marín com a Miguel Osorio (Capítol 27 - Capítol 28; Capítol 30 - Capítol 54)
- Manuel Zarzo com a Don Augusto Contreras (Capítol 80 - Capítol 82; Capítol 84)
- Sergio Fernández - Ell mateix (Capítol 103)
- Elena Rivera com a Elena Ruiz Vallejo (Capítol 108 - Capítol 122; Capítol 124 - Capítol 135)
- Críspulo Cabezas - Néstor Aguilera (Capítol 145 - Capítol 146; Capítol 148 - Capítol 152)
- Llum Barrera com a Felisa Vega (Capítol 167; Capítol 169 - Capítol 170; Capítol 172 - Capítol 178; Capítol 180 - Capítol 181; Capítol 195; Capítol 197; Capítol 200)

### Segona temporada

#### Principal
- Luisa Martín – Claudia Miralles
- Andrea del Río – Alicia Ocaña Nieto / Alicia Quintero Nieto
- Ángel de Miguel – Iker Lemos (Capítol 202 - Capítol ?)
- Alejandra Lorente – Nerea Ocaña (Capítol 203 - Capítol ?)
- Elisa Mouliaá – Dolores «Lola» Ramos Jiménez (Capítol 211 - Capítol ?)
- Roberto Álvarez – Antonio Torres Morales
- Eduardo Velasco – Fernando Quintero Gómez
- Raúl Olivo – Alejandro Somoza (Capítol 207 - Capítol ?)
- Mamen Camacho – Esperanza «Espe» Beltrán García
- Jimmy Barnatán – Federico «Fede»
- Emilio Palacios – Jairo Batista Vega
- Sandra Martín – Patricia «Paty» Fernández
- Albert Baró – David Merino Lafuente
- Silvia Sanabria – Ignacia «Nacha» Aguirre Rueda
- Denisse Peña – Olga Torres Miralles (Capítol 2?? - Capítol ?)
- Aníbal Soto – Marcelino Ocaña Sánchez
- Susana Bequer – Montserrat «Montse» Ibarra Goikoetxea
- Javier Abad – Julio Quintero (Capítol 207 - Capítol ?)
- Paco Manzanedo – Cayetano «Tano» Céspedes (Capítol 204 - Capítol ?)

##### Amb la col·laboració especial de
- Fernando Guillén Cuervo com a Elías Guevara Martos
- Pepa Aniorte com a María López
- Celia Freijeiro com a Teresa Ronda Escobedo (Capítol 202 - Capítol ?)
- Adriá Collado com a Jesús Merino
- Juanjo Artero com a Comissari Emilio Bremón

#### Secundari
- Javier Lago – Juan González (Capítol 201; Capítol 203; Capítol 218; Capítol 220; Capítol 227)
- Natzaret Aracil – Carolina «Carol» Lafuente (Capítol 207 - Capítol 208)
- Víctor Huerta – Félix Miranda (Capítol 208 - Capítol 210)
- Agustín Otón – Ramiro (Capítol 212; Capítol 215)
- Javier Sesmilo – Miguel (Capítol 214 - Capítol 215)
- María Delgado – Palmira García (Capítol 214 - Capítol 215)
- Carlos Ceña – Santiago «Santi» Ruiz (Capítol 215)
- Gabriel Salas – Mateo López Domínguez † (Capítol 216 - Capítol 218)
- Carlos Lorenzo – Justo Ramírez (Capítol 222; Capítol 224 - Capítol 225)
- Gonzalo Ramos – Iaio Cárdenas (Capítol 222 - Capítol 224)
- Ignacio Jiménez – José Sanchís Arana (Capítol 222)
- Alejandro Albarracín – Ramón Tejerina (Capítol 226 - Capítol 229)
- Paula del Río – Lidia Velasco Mendizábal (Capítol 226 - Capítol 228)
- Florin Opritescu – Vlado Petrovic (Capítol 231; Capítol 233 - Capítol 235)
- Julia Molins – Isabel «Isa» Fernández Zafra / Isabel «Isa» Bremon Fernández † (Capítol 234 - Capítol 239; Capítol 242; Capítol 244 - Capítol 245)
- Pablo Gómez-Pando – Alberto Carrascal «El Flaco» † (Capítol 239; Capítol 243 - Capítol 244)
- Juan Manuel Lara – Rodrigo Jiménez (Capítol 246 - Capítol 250)
- Kira Miró – Maica Vallejo (Capítol 246 - Capítol 247; Capítol 249 - Capítol 250; Capítol 253 - Capítol ?)
- Salva Suay – Ricky (Capítol 248 - Capítol ?)
- Jordi Rebellón – Adolfo Ocaña (Capítol 248 - Capítol ?)
- Marcial Álvarez – Inspector Castillo (Capítol 251; Capítol 253 - Capítol ?)

##### Amb la col·laboració especial de
- Llum Barrera com a Felisa Vega (Capítol 201; Capítol 203; Capítol 205; Capítol 216; Capítol 218 - Capítol 220)

#### Pròximament
- Eva Martín – Nuria

## Temporades i audiències
| Temporada | Episodis | Període   | Estrena              | Final                | Protagonistes                                                                                           | Espectadors | Share |
| --------- | -------- | --------- | -------------------- | -------------------- | --- | ----------- | ----- |
| 1a        | 200      | 2017-2018 | 24 d'abril de 2017   | 15 de febrer de 2018 | Claudia (Luisa Martín) i Alicia (Andrea del Río) Rober (Juan José Ballesta) i Sergio (Nicolás Coronado) | 1 139 000   | 9,5 % |
| 2a        | 200      | 2018      | 16 de febrer de 2018 | ?                    | Claudia (Luisa Martín) i Alicia (Andrea del Río) Iker (Ángel de Miguel) i Nerea (Alejandra Lorente)\|   | ?           | ?     |